# جیمز براون (بازیکن فوتبال، زاده ۱۹۹۸)
جیمز براون (انگلیسی: James Brown؛ زادهٔ ۱۲ ژانویهٔ ۱۹۹۸) بازیکن فوتبال اهل بریتانیا است.
از باشگاه‌هایی که در آن بازی کرده‌است می‌توان به باشگاه فوتبال میلوال اشاره کرد.